# Спрингфилд (Илиноис)
Спрингфилд (енгл. Springfield) град је у САД у савезној држави Илиноис и њен главни град. По попису становништва из 2020. у њему је живело 114.394 становника. Град је познат не само по томе што је политичко седиште Илиноиса, него што су у њему живеле и радиле многе знамените личности из америчке историје, пре свега будући председници Абрахам Линколн и Јулисиз С. Грант.

## Географија
Спрингфилд се налази на надморској висини од 182 m. 

## Демографија
Према попису становништва из 2010. у граду је живело 116.250 становника, што је 4.796 (4,3%) становника више него 2000. године.
|                   | 2010.            | 2000.            |
| Укупно            | 116 250 (100,0%) | 111 454 (100,0%) |
| Белци             | 86 781 (74,65%)  | 89 510 (80,31%)  |
| Афроамериканци    | 21 510 (18,50%)  | 17 096 (15,34%)  |
| Остали            | 3 079 (2,649%)   | 1 891 (1,697%)   |
| Азијати           | 2 555 (2,198%)   | 1 620 (1,454%)   |
| Хиспаноамериканци | 2 325 (2,000%)   | 1 337 (1,200%)   |

## Партнерски градови
- Астанех-је Ашрафије
- Ашикага